# Лок Спрингс (Мисури)
Лок Спрингс (енгл. Lock Springs) град је у америчкој савезној држави Мисури.

## Демографија
По попису из 2010. године број становника је 57, што је 12 (-17,4%) становника мање него 2000. године.
| Група             | 2000.      | 2010.       |
| Белци             | 67 (97,1%) | 57 (100,0%) |
| Афроамериканци    | 0 (0,0%)   | 0 (0,0%)    |
| Азијати           | 0 (0,0%)   | 0 (0,0%)    |
| Хиспаноамериканци | 0 (0,0%)   | 0 (0,0%)    |
| Укупно            | 69         | 57          |